# Hydropsyche siltalai
Hydropsyche siltalai là một loài Trichoptera trong họ Hydropsychidae. Chúng phân bố ở miền Cổ bắc.